# رزا شانینا
رزا گئورگیفنا شانینا (روسی: Ро́за Гео́ргиевна Ша́нина؛ ۳ آوریل ۱۹۲۴ – ۲۸ ژانویهٔ ۱۹۴۵) یک گروهبان اهل اتحاد شوروی بود. شانینا تک‌تیرانداز سرشناس ارتش سرخ در طول جنگ جهانی دوم بود. قتل ۵۹ نفر توسط وی رسماً تأیید شده‌است که ۱۲ نفر از آنها در «نبرد ویلیونس» (ژوئیه ۱۹۴۴) کشته شده‌اند. وی در سال ۱۹۴۱ پس از کشته شدن برادرش به صورت داوطلبانه به ارتش پیوست و تک‌تیراندازی در خط مقدم جنگ را برگزید. وی در روز ۲۸ ژانویه ۱۹۴۵ بر اثر جراحات وارده از گلوله تفنگ کشته شد.